# Poșta, Ilfov
Poșta este un sat în comuna Cernica din județul Ilfov, Muntenia, România. Imediat după el în partea stângă (se află Bălăceanca), în partea dreaptă (se află Fundeni). Acestea făcând legătura dintre Poșta și Fundeni cu un drum în plin câmp, imediat la ieșirea din sat, este și terminarea șoselei asfaltate. Drumul către Bălăceanca este străbătut pe DJ301A, aceasta fiind legătura dintre Poșta și Glina (se intră pe centura Bucureștiului).
Legătura dintre județele Ilfov și Călărași se face între câmp și drum, asta incluzând și drumul către Pițigaia. Mai are legături și cu Cernica, Glina, Căldăraru și Cățelu.